# Rugby-Union-Weltmeisterschaft 2023/Qualifikation
An der Endrunde der Rugby-Union-Weltmeisterschaft 2023, die im September und November in Frankreich ausgetragen wurde, nahmen 20 Mannschaften teil. Vorab startberechtigt waren jeweils die drei Bestplatzierten aller vier Vorrundengruppen der Weltmeisterschaft 2019. Für die übrigen acht Startplätze fanden kontinentale und interkontinentale Qualifikationsturniere statt. Amerika und Europa hatten je zwei feste Startplätze, Afrika und Ozeanien je einen. Die letzten beiden verbleibenden Startplätze wurden in einer interkontinentalen Qualifikationsrunde (Play-off Asien–Ozeanien) sowie einer Repechage mit jeweils einem Teilnehmer aus Europa, Afrika, Amerika und Asien ermittelt.

## Qualifizierte Mannschaften
Afrika
- Südafrika als Weltmeister 2019
- Namibia als Afrika 1

Amerika
- Argentinien als Gruppendritter der Weltmeisterschaft 2019
- Uruguay als Amerika 1
- Chile als Amerika 2

Asien
- Japan als Viertelfinalist der Weltmeisterschaft 2019

Europa
- England als Finalist der Weltmeisterschaft 2019
- Frankreich als Viertelfinalist der Weltmeisterschaft 2019
- Irland als Viertelfinalist der Weltmeisterschaft 2019
- Italien als Gruppendritter der Weltmeisterschaft 2019
- Schottland als Gruppendritter der Weltmeisterschaft 2019
- Wales als Halbfinalist der Weltmeisterschaft 2019
- Georgien als Europa 1
- Rumänien als Europa 2
- Portugal als Interkontinentaler Play-off-Sieger

Ozeanien
- Australien als Viertelfinalist der Weltmeisterschaft 2019
- Neuseeland als Halbfinalist der Weltmeisterschaft 2019
- Fidschi als Gruppendritter der Weltmeisterschaft 2019
- Samoa als Ozeanien 1
- Tonga als Asien/Pazifik 1

## Afrika
Die WM-Qualifikation ist in ein neues Zweijahresformat für die Afrikameisterschaft eingebettet. Sie beginnt mit einem Rundenturnier zwischen Burkina Faso, Kamerun und Burundi. Der Sieger dieses Turniers steigt in die Gruppenphase des Turniers auf. Die beiden besten Teams aus jeder der vier Gruppen ziehen dann in die Finalrunde 2022 ein. Die erstplatzierte Mannschaft der Finalrunde qualifiziert sich als Afrika 1, während die zweitplatzierte Mannschaft am abschließenden Qualifikationsturnier teilnimmt.

### Runde 1: Qualifikation für Afrikameisterschaft
|    | Land         | Spiele | Siege | Unent. | Ndlg. | Spiel- punkte | Diff. | Bonus- punkte | Tabellen- punkte |
| -- | ------------ | ------ | ----- | ------ | ----- | ------------- | ----- | ------------- | ---------------- |
| 1. | Burkina Faso | 2      | 2     | 0      | 0     | 69:16         | + 53  | 1             | 9                |
| 2. | Kamerun      | 2      | 1     | 0      | 1     | 94:20         | + 74  | 2             | 6                |
| 3. | Burundi      | 2      | 0     | 0      | 2     | 6:133         | − 127 | 0             | 0                |

| 5. Juni 2021 | Burkina Faso | 52 : 3 | Burundi | Stade du 4-Août, Ouagadougou Zuschauer: 0 |
| 5. Juni 2021 | Bericht      |        |         | Stade du 4-Août, Ouagadougou Zuschauer: 0 |

| 9. Juni 2021 | Burundi | 3 : 81 | Kamerun | Stade du 4-Août, Ouagadougou Zuschauer: 500 |
| 9. Juni 2021 | Bericht |        |         | Stade du 4-Août, Ouagadougou Zuschauer: 500 |

| 13. Juni 2021 | Burkina Faso | 17 : 13 | Kamerun | Stade du 4-Août, Ouagadougou Zuschauer: 1.500 |
| 13. Juni 2021 | Bericht      |         |         | Stade du 4-Août, Ouagadougou Zuschauer: 1.500 |

### Runde 2: Afrikameisterschaft 2021
Runde 2 besteht aus vier Gruppen mit je drei Teams, die vom 3. bis zum 22. Juli 2021 gegeneinander antreten. Die beiden besten Teams jeder Gruppe ziehen in Runde 3 ein.

#### Gruppe A
Ursprünglich sollten die Spiele dieser Gruppe in Windhoek, Namibia ausgetragen werden. Aufgrund von Einschränkungen im Zusammenhang mit der COVID-19-Pandemie bestimmte Rugby Africa die Elfenbeinküste als neuen Austragungsort.
|    | Land           | Spiele | Siege | Unent. | Ndlg. | Spiel- punkte | Diff. | Bonus- punkte | Tabellen- punkte |
| -- | -------------- | ------ | ----- | ------ | ----- | ------------- | ----- | ------------- | ---------------- |
| 1. | Namibia        | 2      | 1     | 0      | 1     | 65:34         | + 31  | 1             | 5                |
| 2. | Elfenbeinküste | 2      | 1     | 0      | 1     | 43:37         | + 6   | 1             | 5                |
| 3. | Madagaskar     | 2      | 1     | 0      | 1     | 34:71         | − 37  | 0             | 4                |

| 3. Juli 2021 18:00 | Elfenbeinküste | 24 : 13 | Namibia | Stade Excellence Alassane Ouattara, Grand-Bassam Zuschauer: 1.000 |
| 3. Juli 2021 18:00 | Bericht        |         |         | Stade Excellence Alassane Ouattara, Grand-Bassam Zuschauer: 1.000 |

| 7. Juli 2021 18:00 | Namibia | 52 : 10 | Madagaskar | Stade Excellence Alassane Ouattara, Grand-Bassam Zuschauer: 200 |
| 7. Juli 2021 18:00 | Bericht |         |            | Stade Excellence Alassane Ouattara, Grand-Bassam Zuschauer: 200 |

| 11. Juli 2021 18:00 | Elfenbeinküste | 19 : 24 | Madagaskar | Stade Excellence Alassane Ouattara, Grand-Bassam |
| 11. Juli 2021 18:00 |                |         |            | Stade Excellence Alassane Ouattara, Grand-Bassam |

#### Gruppe B
|    | Land    | Spiele | Siege | Unent. | Ndlg. | Spiel- punkte | Diff. | Bonus- punkte | Tabellen- punkte |
| -- | ------- | ------ | ----- | ------ | ----- | ------------- | ----- | ------------- | ---------------- |
| 1. | Senegal | 2      | 2     | 0      | 0     | 40:24         | + 16  | 0             | 8                |
| 2. | Kenia   | 2      | 1     | 0      | 1     | 64:28         | + 36  | 2             | 6                |
| 3. | Sambia  | 2      | 0     | 0      | 2     | 13:65         | − 52  | 0             | 0                |

| 3. Juli 2021 16:00 | Kenia   | 19 : 20 | Senegal | Nyayo National Stadium, Nairobi Zuschauer: 0 |
| 3. Juli 2021 16:00 | Bericht |         |         | Nyayo National Stadium, Nairobi Zuschauer: 0 |

| 7. Juli 2021 15:00 | Senegal | 20 : 5 | Sambia | Nyayo National Stadium, Nairobi Zuschauer: 0 |
| 7. Juli 2021 15:00 | Bericht |        |        | Nyayo National Stadium, Nairobi Zuschauer: 0 |

| 11. Juli 2021 16:00 | Kenia | 45 : 8 | Sambia | Nyayo National Stadium, Nairobi Zuschauer: 0 |
| 11. Juli 2021 16:00 |       |        |        | Nyayo National Stadium, Nairobi Zuschauer: 0 |

#### Gruppe C
|    | Land     | Spiele | Siege | Unent. | Ndlg. | Spiel- punkte | Diff. | Bonus- punkte | Tabellen- punkte |
| -- | -------- | ------ | ----- | ------ | ----- | ------------- | ----- | ------------- | ---------------- |
| 1. | Uganda   | 2      | 1     | 0      | 1     | 69:34         | + 35  | 2             | 6                |
| 2. | Algerien | 2      | 1     | 0      | 1     | 42:38         | + 4   | 1             | 5                |
| 3. | Ghana    | 2      | 1     | 0      | 1     | 34:73         | − 39  | 0             | 4                |

| 10. Juli 2021 14:00 | Uganda | 53 : 12 | Ghana | Kyadondo Rugby Club, Kampala |
| 10. Juli 2021 14:00 |        |         |       | Kyadondo Rugby Club, Kampala |

| 14. Juli 2021 14:00 | Ghana | 22 : 20 | Algerien | Kyadondo Rugby Club, Kampala |
| 14. Juli 2021 14:00 |       |         |          | Kyadondo Rugby Club, Kampala |

| 18. Juli 2021 14:00 | Uganda | 16 : 22 | Algerien | Kyadondo Rugby Club, Kampala |
| 18. Juli 2021 14:00 |        |         |          | Kyadondo Rugby Club, Kampala |

#### Gruppe D
Alle Spiele der Gruppe D hätten in Monastir, Tunesien ausgetragen werden sollen. Aufgrund der sich verschlechternden COVID-19-Situation in Tunesien mussten sie jedoch nach Simbabwe verlegt werden. Gleichzeitig verzichtete Tunesien auf die Teilnahme, sodass die Spiele zwischen Burkina Faso und Simbabwe lediglich dazu dienen, die Setzliste der Runde 3 festzulegen.
|    | Land         | Spiele | Siege | Unent. | Ndlg. | Spiel- punkte | Diff. | Bonus- punkte | Tabellen- punkte |
| -- | ------------ | ------ | ----- | ------ | ----- | ------------- | ----- | ------------- | ---------------- |
| 1. | Simbabwe     | 2      | 2     | 0      | 0     | 196:8         | + 188 | 2             | 10               |
| 2. | Burkina Faso | 0      | 0     | 0      | 2     | 8:196         | − 188 | 0             | 0                |

| 18. Juli 2021 | Simbabwe | 101 : 3 | Burkina Faso | Machinery Exchange Stadium, Harare |
| 18. Juli 2021 | Bericht  |         |              | Machinery Exchange Stadium, Harare |

| 22. Juli 2021 | Simbabwe | 95 : 5 | Burkina Faso | Machinery Exchange Stadium, Harare |
| 22. Juli 2021 | Bericht  |        |              | Machinery Exchange Stadium, Harare |

### Runde 3: Afrikameisterschaft 2022
Die Afrikameisterschaft 2022 dient als dritte Runde der WM-Qualifikation. Bei dieser erhält der Sieger eines K.-o.-Turniers den Startplatz Afrika 1. Der Finalverlierer wird als Afrika 2 das abschließende interkontinentale Qualifikationsturnier bestreiten. Das Turnier fand im Juli 2022 in Frankreich statt.
|  | Viertelfinale  | Viertelfinale |          |    | Halbfinale | Halbfinale |  |  | Finale | Finale |
|  |                |               |          |    |            |            |  |  |        |        |
|  | Namibia        | 71            |          |    |            |            |  |  |        |        |
|  | Burkina Faso   | 5             |          |    |            |            |  |  |        |        |
|  | Burkina Faso   | 5             | Namibia  | 34 |            |            |  |  |        |        |
|  |                |               | Namibia  | 34 |            |            |  |  |        |        |
|  |                | Simbabwe      | 19       |    |            |            |  |  |        |        |
|  | Simbabwe       | Simbabwe      | 19       | 38 |            |            |  |  |        |        |
|  | Simbabwe       |               |          | 38 |            |            |  |  |        |        |
|  | Elfenbeinküste | 11            |          |    |            |            |  |  |        |        |
|  |                |               | Namibia  | 36 |            |            |  |  |        |        |
|  |                | Kenia         | 0        |    |            |            |  |  |        |        |
|  | Senegal        | 12            |          |    |            |            |  |  |        |        |
|  | Algerien       | 35            |          |    |            |            |  |  |        |        |
|  | Algerien       | 35            | Algerien | 33 |            |            |  |  |        |        |
|  |                |               | Algerien | 33 |            |            |  |  |        |        |
|  |                | Kenia         | 36       |    |            |            |  |  |        |        |
|  | Uganda         | Kenia         | 36       | 7  |            |            |  |  |        |        |
|  | Uganda         |               |          | 7  |            |            |  |  |        |        |
|  | Kenia          | 42            |          |    |            |            |  |  |        |        |

## Amerika
Die Qualifikation begann mit zwei Ausscheidungsspielen zwischen Brasilien, Chile, Kolumbien und Paraguay. Die Sieger dieser Runde zogen in Runde 2 der Südamerikameisterschaft gegen Uruguay ein. Die beste Mannschaft von Sudamérica Rugby spielte dann gegen die beste Mannschaft von Rugby Americas North. Als Sieger dieses Spiels qualifizierte sich Uruguay als Amerika 1 für die Weltmeisterschaft. Der Verlierer dieses Spiels tritt dann gegen den Sieger eines Playoffs zwischen der zweitbesten Mannschaft Südamerikas und der zweitbesten Mannschaft Nordamerikas an. Der Sieger qualifiziert sich als Amerika 2, während der Verlierer in das interkontinentale Qualifikationsturnier einzieht.

### Runde 1: Südamerikanische Qualifikation
In Runde 1 spielen die vier letztplatzierten Mannschaften der Südamerika-Play-offs um einen Qualifikationsplatz für die Südamerika-Meisterschaft und ziehen in Runde 5 ein, um das Recht zu erhalten, sich als Amerika 2 zu qualifizieren. Brasilien, Chile, Kolumbien und Paraguay wurden auf die Plätze 1–4 gesetzt (basierend auf der Weltrangliste), wobei Nummer 1 auf Nummer 4 und Nummer 2 auf Nummer 3 treffen würde; Brasilien (26) wurde auf Platz 1 gesetzt, Chile (29) auf Platz 2, Kolumbien (33) auf Platz 3 und Paraguay (46) auf Platz 4. Brasilien und Chile als die höher eingestuften Teams haben Heimvorteil. Die beiden Gewinner aus dieser Runde ziehen in Runde 2 ein.
| 26. Juni 2021 19:00 | Brasilien | 29 : 0 | Paraguay | Estádio Martins Pereira, São José dos Campos Zuschauer: 0 |
| 26. Juni 2021 19:00 | Bericht   |        |          | Estádio Martins Pereira, São José dos Campos Zuschauer: 0 |

| 3. Juli 2021 17:10 | Chile | abgesagt | Kolumbien | Estadio Elías Figueroa Brander, Valparaíso |
| 3. Juli 2021 17:10 |       |          |           | Estadio Elías Figueroa Brander, Valparaíso |

Das Spiel wurde am 2. Juli 2021 aufgrund mehrerer COVID-19-Fälle im kolumbianischen Team abgesagt, Chile war somit für die nächste Runde qualifiziert.

### Runde 2: Regionale Entscheidungen

#### Runde 2a: Südamerikameisterschaft
In Runde 2a wurde der Vertreter Südamerikas für Runde 3 ermittelt, während die Zweitplatzierten in Runde 4 vorrückten. Wegen der COVID-19-Pandemie fanden sämtliche Spiele in Montevideo, Uruguay statt.
|    | Land      | Spiele | Siege | Unent. | Ndlg. | Spiel- punkte | Diff. | Bonus- punkte | Tabellen- punkte |
| -- | --------- | ------ | ----- | ------ | ----- | ------------- | ----- | ------------- | ---------------- |
| 1. | Uruguay   | 2      | 2     | 0      | 0     | 51:23         | + 28  | 1             | 9                |
| 2. | Chile     | 2      | 1     | 0      | 1     | 33:28         | + 5   | 1             | 5                |
| 3. | Brasilien | 2      | 0     | 0      | 2     | 26:59         | − 33  | 0             | 0                |

| 11. Juli 2021 16:00 | Brasilien | 13 : 23 | Chile | Estadio Charrúa, Montevideo |
| 11. Juli 2021 16:00 | Bericht   |         |       | Estadio Charrúa, Montevideo |

| 17. Juli 2021 16:10 | Uruguay | 15 : 10 | Chile | Estadio Charrúa, Montevideo |
| 17. Juli 2021 16:10 | Bericht |         |       | Estadio Charrúa, Montevideo |

| 25. Juli 2021 16:10 | Uruguay | 36 : 13 | Brasilien | Estadio Charrúa, Montevideo |
| 25. Juli 2021 16:10 | Bericht |         |           | Estadio Charrúa, Montevideo |

#### Runde 2b: Play-off Kanada/USA
Runde 2b entschied über das Weiterkommen in Runde 3. Der Unterlegene rückte in Runde 4 vor. Kanada und die USA standen sich in je einem Heim- und Auswärtsspiel gegenüber. Die USA qualifizierten sich mit einem kombinierten Endresultat von 59:50 für Runde 3.
| 4. September 2021 | Kanada  | 34 : 21 | Vereinigte Staaten | Swilers Rugby Park, St. John’s |
| 4. September 2021 | Bericht |         |                    | Swilers Rugby Park, St. John’s |

| 11. September 2021 | Vereinigte Staaten | 38 :16 | Kanada | Infinity Park, Glendale |
| 11. September 2021 | Bericht            |        |        | Infinity Park, Glendale |

### Runde 3: Entscheidung Amerika 1
In Runde 3 standen sich die Sieger der Runde 2a, Uruguay, und der Runde 2b, USA, gegenüber. In je einem Heim- und Auswärtsspiel machten sie den Startplatz Amerika 1 unter sich aus. Der Verlierer erhält eine zweite Chance in Runde 5.
| 2. Oktober 2021 | Vereinigte Staaten | 19 : 16 | Uruguay | Infinity Park, Glendale (Colorado) |
| 2. Oktober 2021 | Bericht            |         |         | Infinity Park, Glendale (Colorado) |

| 9. Oktober 2021 | Uruguay | 34 : 15 | Vereinigte Staaten | Estadio Charrúa, Montevideo |
| 9. Oktober 2021 |         |         |                    | Estadio Charrúa, Montevideo |

Damit qualifizierte sich Uruguay als Amerika 1 für die Gruppe A der Rugby-Weltmeisterschaft 2023.

### Runde 4: Play-off Amerika 2
In Runde 4 standen sich der Zweitplatzierte der Runde 2a, Chile, und der Verlierer der Runde 2b, Kanada, gegenüber. Chile kann als Gewinner in Runde 5 um den Startplatz Amerika 2 spielen.
| 2. Oktober 2021 | Kanada  | 22 : 21 | Chile | Starlight Stadium, Langford (British Columbia) |
| 2. Oktober 2021 | Bericht |         |       | Starlight Stadium, Langford (British Columbia) |

| 9. Oktober 2021 | Chile | 33 : 24 | Kanada | Estadio Elías Figueroa, Valparaíso |
| 9. Oktober 2021 |       |         |        | Estadio Elías Figueroa, Valparaíso |

### Runde 5: Qualifikation Amerika 2
Der Gewinner der Runde 5 qualifiziert sich als Amerika 2 für die Weltmeisterschaft. Der Verlierer nimmt als Amerika 3 am interkontinentalen Qualifikationsturnier teil.
| 9. Juli 2022 | Chile | 21 : 22 | Vereinigte Staaten | Estadio Santa Laura, Santiago de Chile |
| 9. Juli 2022 |       |         |                    | Estadio Santa Laura, Santiago de Chile |

| 16. Juli 2022 | Vereinigte Staaten | 29 : 31 | Chile | Infinity Park, Glendale (Colorado) |
| 16. Juli 2022 |                    |         |       | Infinity Park, Glendale (Colorado) |

## Asien
Da Japan automatisch teilnahmeberechtigt ist, erhält Asien keinen weiteren festen Startplatz zugesprochen. Allerdings besteht für den Gewinner der Asienmeisterschaft 2021 (Asien 1) die Chance, sich in einem Play-off gegen Ozeanien 2 zu qualifizieren. Die drei Mannschaften der ersten Division Asiens sollten ursprünglich in einem Rundenturnier mit Hin- und Rückspielen gegeneinander antreten. Aufgrund verschiedener COVID-bedingter Terminänderungen sollte das Turnier im Mai 2022 in Hongkong stattfinden. Am 12. April 2022 hat Hongkong wegen der weitergehenden COVID-19-Maßnahmen auf weitere Teilnahme verzichtet. Am 29. April wurde das Format erneut geändert, wobei Asia Rugby entschied, dass Hongkong im Finale gegen den Sieger des Halbfinales zwischen Südkorea und Malaysia antreten soll.
Halbfinale
| 4. Juni 2022 | Südkorea | 55 : 10 | Malaysia | Incheon Namdong Asiad Rugby Field, Incheon |
| 4. Juni 2022 | Bericht  |         |          | Incheon Namdong Asiad Rugby Field, Incheon |

Finale
| 9. Juli 2022 | Südkorea | 21 : 23 | Hongkong | Incheon Namdong Asiad Rugby Field, Incheon |
| 9. Juli 2022 |          |         |          | Incheon Namdong Asiad Rugby Field, Incheon |

## Europa
Neben den sechs automatisch qualifizierten Teams standen Europa zwei weitere Startplätze zur Verfügung. Diese gingen an den Erst- und Zweitplatzierten der kombinierten Ergebnisse des Rugby Europe Championship 2021 und 2022 (Europa 1 und Europa 2). Das drittplatzierte Team (Europa 3) nahm am interkontinentalen Qualifikationsturnier teil.

### Rugby Europe Championship (2021 und 2022)
|    | Land        | Spiele | Siege | Unent. | Ndlg. | Spiel- punkte | Diff. | Bonus- punkte | Tabellen- punkte |
| -- | ----------- | ------ | ----- | ------ | ----- | ------------- | ----- | ------------- | ---------------- |
| 1. | Georgien    | 10     | 9     | 1      | 0     | 320:139       | + 181 | 6             | 44               |
| 2. | Rumänien    | 10     | 6     | 0      | 4     | 289:232       | + 67  | 4             | 28               |
| 3. | Portugal    | 10     | 5     | 1      | 4     | 335:237       | + 98  | 4             | 26               |
| 4. | Spanien     | 10     | 6     | 0      | 4     | 334:244       | + 90  | 5             | 19               |
| 5. | Russland    | 10     | 2     | 0      | 8     | 159:217       | − 45  | 2             | 10               |
| 6. | Niederlande | 10     | 1     | 0      | 9     | 98:464        | − 366 | 0             | 4                |

Anmerkungen: Georgien, Portugal und die Niederlande erhielten je 4 Punkte für die abgesagten Spiele gegen Russland. Spanien erhielt 10 Punkte Abzug wegen des Einsatzes eines nicht spielberechtigten Spielers.

### Ergebnisse 2021
| 6. März 2021 15:00 | Russland | 18 : 13 | Rumänien | Olympiastadion, Sotschi Zuschauer: 2.895 |
| 6. März 2021 15:00 | Bericht  |         |          | Olympiastadion, Sotschi Zuschauer: 2.895 |

| 6. März 2021 15:00 | Portugal | 16 : 29 | Georgien | Estádio Nacional, Lissabon Zuschauer: 0 |
| 6. März 2021 15:00 | Bericht  |         |          | Estádio Nacional, Lissabon Zuschauer: 0 |

| 13. März 2021 13:00 | Portugal | 27 : 28 | Rumänien | Estádio Nacional, Lissabon Zuschauer: 30 |
| 13. März 2021 13:00 | Bericht  |         |          | Estádio Nacional, Lissabon Zuschauer: 30 |

| 14. März 2021 12:45 | Spanien | 19 : 25 | Georgien | Estadio Nacional Complutense, Madrid Zuschauer: 0 |
| 14. März 2021 12:45 | Bericht |         |          | Estadio Nacional Complutense, Madrid Zuschauer: 0 |

| 20. März 2021 13:00 | Russland | 6 : 23 | Georgien | Kaliningrad-Stadion, Kaliningrad Zuschauer: 9.500 |
| 20. März 2021 13:00 | Bericht  |        |          | Kaliningrad-Stadion, Kaliningrad Zuschauer: 9.500 |

| 20. März 2021 15:00 | Rumänien | 22 : 16 | Spanien | Stadionul Steaua II, Bukarest Zuschauer: 50 |
| 20. März 2021 15:00 | Bericht  |         |         | Stadionul Steaua II, Bukarest Zuschauer: 50 |

| 27. März 2021 16:00 | Portugal | 43 : 28 | Spanien | Estádio Nacional, Lissabon Zuschauer: 0 |
| 27. März 2021 16:00 | Bericht  |         |         | Estádio Nacional, Lissabon Zuschauer: 0 |

| 28. März 2021 15:00 | Georgien | 28 : 17 | Rumänien | Micheil-Meschi-Stadion, Tiflis Zuschauer: 8.000 |
| 28. März 2021 15:00 | Bericht  |         |          | Micheil-Meschi-Stadion, Tiflis Zuschauer: 8.000 |

| 26. Juni 2021 17:00 | Georgien | 48 : 15 | Niederlande | Caucasus Arena, Telawi Zuschauer: 700 |
| 26. Juni 2021 17:00 | Bericht  |         |             | Caucasus Arena, Telawi Zuschauer: 700 |

| 10. Juli 2021 15:00 | Niederlande | 28 : 61 | Portugal | NRCA Stadium, Amsterdam Zuschauer: 1.600 |
| 10. Juli 2021 15:00 | Bericht     |         |          | NRCA Stadium, Amsterdam Zuschauer: 1.600 |

| 17. Juli 2021 18:00 | Russland | 26 : 49 | Portugal | Stadion Nischni Nowgorod, Nischni Nowgorod Zuschauer: 5.500 |
| 17. Juli 2021 18:00 | Bericht  |         |          | Stadion Nischni Nowgorod, Nischni Nowgorod Zuschauer: 5.500 |

| 6. November 2021 15:00 | Niederlande | 8 : 35 | Russland | NRCA Stadium, Amsterdam Zuschauer: 2.000 |
| 6. November 2021 15:00 | Bericht     |        |          | NRCA Stadium, Amsterdam Zuschauer: 2.000 |

| 13. November 2021 17:30 | Rumänien | 56 : 15 | Niederlande | Stadionul Arcul de Triumf, Bukarest Zuschauer: 0 |
| 13. November 2021 17:30 | Bericht  |         |             | Stadionul Arcul de Triumf, Bukarest Zuschauer: 0 |

| 14. November 2021 12:45 | Spanien | 49 : 12 | Russland | Estadio Nacional Complutense, Madrid Zuschauer: 5.000 |
| 14. November 2021 12:45 | Bericht |         |          | Estadio Nacional Complutense, Madrid Zuschauer: 5.000 |

| 18. Dezember 2021 14:00 | Niederlande | 7 : 52 | Spanien | NRCA Stadium, Amsterdam Zuschauer: 0 |
| 18. Dezember 2021 14:00 | Bericht     |        |         | NRCA Stadium, Amsterdam Zuschauer: 0 |

### Ergebnisse 2022
Russland, mit zwei Niederlagen in die Saison 2022 des Rugby Europe Championship gestartet, wurde nach Beginn der Invasion Russlands in die Ukraine vom Wettbewerb ausgeschlossen. Die restlichen drei vorgesehenen Spiele Russlands wurden als Forfait-Niederlagen Russlands gewertet. Nach seinem Sieg gegen Rumänien am 12. März qualifizierte sich Georgien als Europa 1 für die Weltmeisterschaft 2023 und am 13. März fixierte Spanien mit einem Erfolg gegen Portugal den WM-Startplatz als Europa 2. Am 20. März sicherte sich Rumänien als Drittplatzierte den Platz von Europa 3 im interkontinentalen Qualifikationsturnier. Nach Abschluss des Wettbewerbs wurde Spanien wegen des Einsatzes eines nicht spielberechtigten Spielers mit einem 10-Punkte-Abzug bestraft. In der Folge erbte Rumänien den WM-Startplatz als Europa 2, und Portugal rückte als Europa 3 ins interkontinentale Qualifikationsturnier nach.
| 5. Februar 2022 14:30 | Rumänien | 34 : 25 | Russland | Stadionul Arcul de Triumf, Bukarest Zuschauer: 0 |
| 5. Februar 2022 14:30 | Bericht  |         |          | Stadionul Arcul de Triumf, Bukarest Zuschauer: 0 |

| 5. Februar 2022 16:00 | Spanien | 43 : 0 | Niederlande | Estadio Nacional Complutense, Madrid Zuschauer: 2.000 |
| 5. Februar 2022 16:00 | Bericht |        |             | Estadio Nacional Complutense, Madrid Zuschauer: 2.000 |

| 6. Februar 2022 15:00 | Georgien | 25 : 25 | Portugal | Micheil-Meschi-Stadion, Tiflis Zuschauer: 7.000 |
| 6. Februar 2022 15:00 | Bericht  |         |          | Micheil-Meschi-Stadion, Tiflis Zuschauer: 7.000 |

| 12. Februar 2022 13:00 | Russland | 37 : 41 | Spanien | Slawa-Metreweli-Zentralstadion, Sotschi Zuschauer: 0 |
| 12. Februar 2022 13:00 | Bericht  |         |         | Slawa-Metreweli-Zentralstadion, Sotschi Zuschauer: 0 |

| 12. Februar 2022 13:15 | Niederlande | 10 : 72 | Georgien | NRCA Stadium, Amsterdam Zuschauer: 900 |
| 12. Februar 2022 13:15 | Bericht     |         |          | NRCA Stadium, Amsterdam Zuschauer: 900 |

| 12. Februar 2022 17:30 | Rumänien | 37 : 27 | Portugal | Stadionul Arcul de Triumf, Bukarest Zuschauer: 2.700 |
| 12. Februar 2022 17:30 | Bericht  |         |          | Stadionul Arcul de Triumf, Bukarest Zuschauer: 2.700 |

| 26. Februar 2022 14:00 | Portugal | 59 : 3 | Niederlande | Complexo Desportivo Municipal, Caldas da Rainha Zuschauer: 2.500 |
| 26. Februar 2022 14:00 | Bericht  |        |             | Complexo Desportivo Municipal, Caldas da Rainha Zuschauer: 2.500 |

| 27. Februar 2022 12:45 | Spanien | 38 : 21 | Rumänien | Estadio Nacional Complutense, Madrid Zuschauer: 5.000 |
| 27. Februar 2022 12:45 | Bericht |         |          | Estadio Nacional Complutense, Madrid Zuschauer: 5.000 |

| 27. Februar 2022 18:00 | Georgien | abgesagt | Russland | Boris-Paitschadse-Dinamo-Arena, Tiflis |
| 27. Februar 2022 18:00 |          |          |          | Boris-Paitschadse-Dinamo-Arena, Tiflis |

| 12. März 2022 15:00 | Russland | abgesagt | Niederlande | Mordwinien-Arena, Saransk |
| 12. März 2022 15:00 |          |          |             | Mordwinien-Arena, Saransk |

| 12. März 2022 17:30 | Rumänien | 23 : 26 | Georgien | Stadionul Arcul de Triumf, Bukarest Zuschauer: 6.000 |
| 12. März 2022 17:30 | Bericht  |         |          | Stadionul Arcul de Triumf, Bukarest Zuschauer: 6.000 |

| 13. März 2022 12:45 | Spanien | 33 : 28 | Portugal | Estadio Nacional Complutense, Madrid Zuschauer: 6.000 |
| 13. März 2022 12:45 | Bericht |         |          | Estadio Nacional Complutense, Madrid Zuschauer: 6.000 |

| 19. März 2022 13:15 | Niederlande | 12 : 38 | Rumänien | NRCA Stadium, Amsterdam Zuschauer: 1.200 |
| 19. März 2022 13:15 | Bericht     |         |          | NRCA Stadium, Amsterdam Zuschauer: 1.200 |

| 19. März 2022 15:00 | Portugal | abgesagt | Russland | Estádio Nacional, Lissabon |
| 19. März 2022 15:00 |          |          |          | Estádio Nacional, Lissabon |

| 20. März 2022 15:00 | Georgien | 49 : 15 | Spanien | Boris-Paitschadse-Dinamo-Arena, Tiflis Zuschauer: 11.000 |
| 20. März 2022 15:00 | Bericht  |         |         | Boris-Paitschadse-Dinamo-Arena, Tiflis Zuschauer: 11.000 |

## Ozeanien
Ozeanien erhielt einen direkten Startplatz zugesprochen, der in einem Play-off zwischen Samoa und Tonga ermittelt wurde (Ozeanien 1). Der Verlierer hätte anschließend gegen den Gewinner der Ozeanien-Meisterschaft 2021 antreten sollen, um als Ozeanien 2 einen weiteren Startplatz gegen Asien 1 auszuspielen. Im April 2021 gab Oceania Rugby bekannt, dass die Ozeanien-Meisterschaft nicht stattfinden wird. Somit wurden die Cookinseln als höchstplatzierter Teilnehmer für das Ozeanien-Playoff gesetzt.

### Runde 1: Ozeanien-Meisterschaft
entfiel

### Runde 2: Play-off Samoa/Tonga
Runde 2 bestand aus zwei Spielen zwischen Samoa und Tonga, den höchstplatzierten teilnehmenden Teams in Ozeanien. Diese Serie war als Play-off mit je einem Heim- und Auswärtsspiel geplant. Aufgrund von COVID-19-Einschränkungen in der Region fanden die Spiele stattdessen in Neuseeland statt.
| 10. Juli 2021 16:30 | Samoa   | 42 : 13 | Tonga | Mount Smart Stadium, Auckland Zuschauer: 9.000 |
| 10. Juli 2021 16:30 | Bericht |         |       | Mount Smart Stadium, Auckland Zuschauer: 9.000 |

| 17. Juli 2021 16:00 | Tonga   | 15 : 37 | Samoa | Waikato Stadium, Hamilton |
| 17. Juli 2021 16:00 | Bericht |         |       | Waikato Stadium, Hamilton |

Damit qualifizierte sich Samoa als Ozeanien 1 für die Gruppe D der Rugby-Weltmeisterschaft 2023.

### Runde 3: Play-off Ozeanien
| 24. Juli 2021 | Tonga   | 54 : 10 | Cookinseln | Navigation Homes Stadium, Pukekohe |
| 24. Juli 2021 | Bericht |         |            | Navigation Homes Stadium, Pukekohe |

Der Sieger dieses Spiels traf als Ozeanien 2 in einem Play-off auf Asien 1.

## Play-off und Finalturnier
Nach den regionalen Turnieren war die nächste Qualifikationsstufe ein Play-off zwischen Asien 1 und Ozeanien 2, wobei sich Tonga für die Gruppe B der Rugby-Weltmeisterschaft 2023 qualifizierte (Asien/Pazifik 1). Hongkong nahm als Asien/Pazifik 2 am interkontinentalen Qualifikationsturnier teil.
| 23. Juli 2022 | Tonga | 44 : 22 | Hongkong | Sunshine Coast Stadium, Sunshine Coast |
| 23. Juli 2022 |       |         |          | Sunshine Coast Stadium, Sunshine Coast |

Das abschließende Qualifikationsturnier fand vom 6. bis 18. November in Dubai mit vier Teams statt, die je einmal gegeneinander antraten:
|    | Land               | Spiele | Siege | Unent. | Ndlg. | Spiel- punkte | Diff. | Bonus- punkte | Tabellen- punkte |
| -- | ------------------ | ------ | ----- | ------ | ----- | ------------- | ----- | ------------- | ---------------- |
| 1. | Portugal           | 3      | 2     | 1      | 0     | 143:30        | + 113 | 2             | 12               |
| 2. | Vereinigte Staaten | 3      | 2     | 1      | 0     | 133:37        | + 96  | 2             | 12               |
| 3. | Hongkong           | 3      | 1     | 0      | 2     | 43:109        | − 66  | 0             | 4                |
| 4. | Kenia              | 3      | 0     | 0      | 3     | 32:175        | − 143 | 1             | 1                |

| 6. November 2022 | Vereinigte Staaten | 68 : 14 | Kenia | The Sevens Stadium, Dubai |
| 6. November 2022 |                    |         |       | The Sevens Stadium, Dubai |

| 6. November 2022 | Portugal | 42 : 14 | Hongkong | The Sevens Stadium, Dubai |
| 6. November 2022 |          |         |          | The Sevens Stadium, Dubai |

| 12. November 2022 | Portugal | 85 : 0 | Kenia | The Sevens Stadium, Dubai |
| 12. November 2022 |          |        |       | The Sevens Stadium, Dubai |

| 12. November 2022 | Vereinigte Staaten | 49 : 7 | Hongkong | The Sevens Stadium, Dubai |
| 12. November 2022 |                    |        |          | The Sevens Stadium, Dubai |

| 18. November 2022 | Hongkong | 22 : 18 | Kenia | The Sevens Stadium, Dubai |
| 18. November 2022 |          |         |       | The Sevens Stadium, Dubai |

| 18. November 2022 | Vereinigte Staaten | 16 : 16 | Portugal | The Sevens Stadium, Dubai |
| 18. November 2022 |                    |         |          | The Sevens Stadium, Dubai |

Portugal qualifizierte sich als Sieger des interkontinentalen Qualifikationsturniers als zwanzigstes und letztes Team für die Rugby-Weltmeisterschaft 2023 (Gruppe C); USA, Hongkong und Kenia sind ausgeschieden.